# تي-34 (فلم)
تي-34 هو فيلم حربي روسي من تأليف وإخراج أليكسي سيدوروف وبطولة ألكسندر بتروف، فينسينتز كيفر، فيكتور دوبرونرافوف وإيرينا ستارشينباوم، صدر الفيلم في 1 يناير 2019.

## روابط خارجية
- تي-34 على موقع IMDb (الإنجليزية)
- تي-34 على موقع روتن توميتوز (الإنجليزية)
- تي-34 على موقع نتفليكس (الإنجليزية)
- تي-34 على موقع ألو سيني (الفرنسية)
- تي-34 على موقع فيلمافينيتي (الإسبانية)
- تي-34 على موقع قاعدة بيانات الفيلم (الإنجليزية)
- تي-34 على موقع ليتربوكسد (الإنجليزية)
- تي-34 على موقع كينوبويسك (الروسية)